# Svet (Krasnodar)
Svet (del ruso: Свет) es un jútor del raión de Krymsk del krai de Krasnodar, en Rusia. Está situado en la cabecera del río Psebeps, en el delta del Kubán, 31 km al oeste de Krymsk y 104 km al oeste de Krasnodar. Tenía 113 habitantes en 2010
Pertenece al municipio Varenikovskoye.